# LA7
La7 (stylé LA7) est une chaîne de télévision privée Italienne. C'est l'une des principales chaînes généralistes en Italie.

## Histoire de la chaîne
Créée en 1974 sous le nom de Telemontecarlo, version italienne de TMC, la chaîne prend le nom de LA7 le 24 juin 2001.
Le 4 mars 2013, après une longue période de discussions, Telecom Italia Media vend la chaîne au groupe Cairo Communication.

## Logos et slogans

### Logos
Au démarrage de la chaîne, ce logo était composé d'un cercle noir – où était inscrite la mention LA en blanc – et d'un chiffre 7 orange. 
Puis le logo évolue en 2003 et devient plus sobre et de couleur bleue ; le cercle disparaît.
Enfin en 2011, le logo devient en 3D, et un domaine jaune – accolé au chiffre 7 – fait son apparition.
À l'occasion de la vente de la chaîne au groupe Cairo Communication en 2013, la chaîne change d'habillage d'antenne.

Logo de 2001 à 2002.
Logo de 2002 à 2011.
Logo depuis 2011.

### Slogans
- Actuellement : « Esclusivamente per tutti quelli che amano l'attualità e la politicà. » : litt. « Exclusivement pour tous ceux qui aiment l'actualité et la politique. »